# Louis de Romanet de Lestranges de Beaudiné
Louis Charles César de Romanet de Lestranges de Beaudiné, né le 12 mai 1749 à Saint-Félicien et mort le 18 février 1819 à Tournon-sur-Rhône (Ardèche), est un général de brigade de la Révolution française.

## Biographie
Il entre en service le 18 octobre 1765, avec rang de sous-lieutenant au Régiment de Languedoc-dragons, il est nommé sous-lieutenant le 13 avril 1770, lieutenant le 27 avril 1773, avec rang de capitaine au régiment de cavalerie de la reine le 26 mai 1774. Il passe capitaine en second le 14 février 1783, capitaine commandant le 15 juin 1786, et lieutenant-colonel au 2e régiment de carabiniers le 4 avril 1792, à l’armée du Nord.
Adjudant-général chef de brigade le 9 septembre 1792, il est nommé adjoint par Beurnonville, à la 4e division du ministère de la guerre le 10 février 1793. il est promu général de brigade le 8 mars 1793, et il est employé le 11 mars suivant à l'armée de réserve sous Berruyer, puis à l'armée des côtes de La Rochelle le 25 mai. Il est suspendu de ses fonctions par le ministre Bouchotte le 1er juin 1793, comme noble, arrêté et conduit à la prison des Madelonnettes le 1er août 1793. 
Mis en liberté en avril 1794, il est relevé de sa suspension sans être réintégré le 2 mars 1795. Le 13 juin 1795, il est compris dans le cadre d'activité et nommé général de brigade à l'armée de l'Intérieur. Le 21 juin suivant, il est envoyé dans la 17e division militaire, et il commande les troupes stationnées à Vendôme le 24 octobre 1796. Maintenu dans ses fonctions le 1er novembre 1797, il est employé à l'armée de Réserve le 17 avril 1800. En juin il est à Dijon et en 1801, il se trouve à l'armée de réserve stationné en Cisalpine. Il obtient sa retraite par arrêté du Premier Consul le 27 août 1803.
Il meurt 18 février 1819, à Tournon-sur-Rhône.

## Distinctions
Il est fait Chevalier de l’Empire par lettres patentes du 11 juillet 1810. 

## Armoiries
| Armoiries | Nom du chevalier et blasonnement |
| --------- | --- |
|           | Chevalier Louis de Romanet de Lestranges de Beaudiné et de l'Empire, lettres patentes du 11 juillet 1810. D'argent, au chevron d'azur, accompagné de trois branches de laurier de sinople, les deux supérieures inclinées vers le sommet du chevron ; bordure de gueules du tiers de l'écu au signe des chevaliers posé au premier point en chef - Livrées : blanc, bleu, rouge. |

## Sources
- (en) « Generals Who Served in the French Army during the Period 1789 - 1814: Eberle to Exelmans »
- http://www.clavreuil.fr/administration/catalogue/pdf_cat/regionalisme-2012.pdf
- « La noblesse d’Empire » (consulté le 10 mars 2017)
- Georges Six, Dictionnaire biographique des généraux & amiraux français de la Révolution et de l'Empire (1792-1814), Paris : Librairie G. Saffroy, 1934, 2 vol., p. 112-113